# Берлин (фильм)
«Берли́н» — советский полнометражный документальный фильм Ю. Я. Райзмана 1945 года о штурме Берлина в ходе Берлинской наступательной операции в конце Великой Отечественной войны и капитуляции Германии. Кадры военной кинохроники сняты большой группой фронтовых операторов в ходе ожесточенных боёв на подступах к Берлину и в самом городе. В фильме также использованы кадры немецкой хроники, обнаруженные в берлинском фильмохранилище.
 В 1946 году фильм открыл первый Международный Каннский кинофестиваль, где был встречен с успехом и получил «Первую международную премию» в категории «За лучший полнометражный документальный фильм».

## Сюжет
Фильм начинается в пустом рабочем кабинете Адольфа Гитлера с изложением его планов по созданию Германской Мировой империи и его цитатами:
 «Без власти над Европой мы ничто. Европа — это Германия!»
«Если мы хотим создать Великую Германскую империю… мы должны истребить славянские народы» и так далее.
 Первой из великих побед советских войск стала Сталинградская битва, сделавшая возможными последующие успешные действия Красной армии. На схеме показывается победоносное движение советских армий от Волги на запад, до последнего водного рубежа — реки Одер, которую немцы называли «рекой своей судьбы», но через четыре года войны судьба этой реки перешла в руки русского солдата.
 Показывается масштаб подготовки к форсированию Одера и последнему решительному сражению — битве за Берлин. Назначенный на фронт маршал Г. К. Жуков, войска которого должны овладеть Берлином, проводит военное совещание на котором знакомит присутствующих с планом Ставки Верховного Главнокомандования. На рельефной карте проводится репетиция предстоящей наступательной операции. Советские техника и войска также готовятся к решительному наступлению.
В четыре часа утра из артиллерийских орудий наносится внезапный и невиданный по силе удар по вражеской обороне с полумиллионной группой войск. На удерживаемый плацдарм перебрасываются всё новые советские части, в итоге ими занят западный берег Одера, а войска Красной армии 21 апреля 1945 года подходят к немецкой столице.
 О славных страницах прежних побед русского оружия напоминают кадры со старинными реликвиями и гравюрами 1760 года, отсылающие к событиям Семилетней войны, акт капитуляции, подписанный 9 октября 1760 года.
25 апреля замыкается кольцо вокруг Берлина, в ходе которого войска 1-го Белорусского фронта соединяются с армиями 1-го Украинского фронта. После необходимых приготовлений начинается штурм столицы Третьего рейха, окружённой со всех сторон частями Красной армии. На улицах предместий и самого города идут ожесточённые уличные бои. Многие немцы, понимая неизбежность поражения, сдаются в плен. Советские войска, занимая улицу за улицей, квартал за кварталом, продвигаются к центру города, к рейхстагу. Между передовыми соединениями Красной армии начинается своеобразное боевое соревнование за право водружения флага Победы. С возгласами «На рейхстаг!» отряд с красным знаменем в руках, под непрекращающимся огнём противника с риском для жизни пытается прорваться к рейхстагу. В его рядах находятся фронтовые кинооператоры. Они запечатлели исторические кадры, когда красноармейцы взбираются по ступеням рейхстага и водружают над ним знамя Победы.
 2 мая 1945 года, после девятидневного штурма вражеский гарнизон капитулирует. Десятки тысяч пленных движутся по улицам Берлина мимо домов с вывешенными на них белыми флагами. Бойцов Красной армии радостно приветствуют флагами своих стран освобождённые пленные союзнических государств: англичане, американцы, французы, бельгийцы, норвежцы, поляки.   
На исторических кадрах процедура подписания акта о безоговорочной капитуляции фашистской Германии. Их сменяют кадры ликующей Москвы в День Победы, 9 мая 1945 года: «Таков сегодня Берлин и такова сегодня Москва». По яркой, солнечной и многолюдной Москве, идут празднующие победу счастливые москвичи с цветами. По Красной площади шагают воины-победители и швыряют к подножию мавзолея Ленина, на трибуне которого находится советское военное руководство, — трофейные немецко-фашистские штандарты. Под музыку хора «Славься» из финала оперы М. И. Глинки «Жизнь за царя» диктор торжественно произносит: «Ликуйте, советские люди! Вы совершили то, чего не смог сделать никто другой в мире!» Фильм завершается цитатой И. В. Сталина, из его выступления 9 мая 1945 года: «Отныне над Европой будет развеваться великое знамя свободы народов и мира между народами».

## История создания
Создание хронико-документального фильма, посвящённого завершающему войну сражении было поручено снять режиссёру Ю. Я. Райзману, который в 1944 году снял документальный фильм «К вопросу о перемирии с Финляндией». Картину о взятии Берлина Райзман снимал на базе 5-й ударной армии 1-го Белорусского фронта, режиссёр на протяжении двух месяцев шёл к Берлину, затем участвовал в штурме Берлина. Привлечение режиссёров художественных фильмов к созданию документальных лент соответствовало тенденциям развития советского кино периода завершения войны. Как указывает историк кино Жорж Садуль, последний год войны ознаменовался полным расцветом советского документального кино: «К режиссёрам, которые сформировались на практической работе в кинохронике, присоединились несколько режиссёров художественных фильмов». По мнению английского критика Дайлиса Пауэлла, в это время за исключением лишь нескольких фильмов очень немногие английские военные ленты могли сравниться с советскими. На высокий уровень достигнутый кинематографистами СССР в области документального кино в тяжёлые для страны годы, также указывает И. Г. Большаков, который продолжительное время руководил советским кинематографом. Так, по его мнению, документальное кино по своим качествам достигло уровня художественной кинематографии по своему идейно-политическому и воспитательному значению: «Советские документалисты очень многое сделали, чтобы поднять значение документального кино до уровня художественной кинематографии».
Документальный материал, который вошёл в фильм снимался большой группой военных кинооператоров. До Берлинской наступательной операции, фронтовые кинооператоры прикреплялись к какой-либо армии или фронту и получая военную информацию от руководства армии выезжали на участки фронта, которые считали наиболее интересными. Количество операторов на том или ином фронте менялось в зависимости от активности и масштабов военных операций. Однако во время взятия Берлина от прежних практик пришлось отказаться, в связи с быстро меняющейся обстановкой и масштабом событий.
Юлий Райзман вспоминал, что фильм был создан за 18 дней в ходе работы «невиданного темпа и напряжения». По его словам, во время штурма Берлина в распоряжении съёмочной группы было очень много операторов, которых при этом можно было оперативно расставлять по своему усмотрению. С учётом того, что ситуация постоянно менялась, что естественно приводило к изменению съемочных задач, а также необходимостью поддерживать непрерывный контакт с операторами, военное руководство обеспечило документалистов различными способами и средствами связи. Так, в распоряжение съёмочной группы были приданы мотоциклисты, телефонная связь с политотделом армий и секретарём Военного совета, куда операторы каждые два часа регулярно передавали информацию о своём текущем местонахождении и об отснятых киноматериалах: «Так что даже в моменты безостановочного многокилометрового марша наших частей мы в любую минуту знали, где находится тот или иной оператор, и могли передать ему наше съёмочное задание». В. Э. Томберг позже вспоминал, что в связи с меняющейся обстановкой каждый из операторов получал особое задание или сам выдвигал конкретные предложения. Райзман охотно поддерживал инициативу и указывал по этому поводу следующее: «Успех работы решаете прежде всего вы — операторы!» Также Томберг отмечал, что ни в одном сражении ВОВ, не участвовало так много операторов, как в Берлинской операции, которых по его словам насчитывалось 39.
Честь съёмок процедуры подписания акта о безоговорочной капитуляции Германии выпала Роману Кармену. По его словам, после того как маршал Жуков предложил Вильгельму Кейтелю, как главе немецкой делегации подписать акт капитуляции, в зале началось безумное столпотворение из присутствующих здесь фотографов и кинооператоров, которые обещали перед этим организаторам вести себя в рамках приличий:
Все ринулись к столу президиума, как одержимые, отталкивая друг друга локтями, громоздясь на столы и стулья, забывая о приличии, об обещаниях, данных офицеру, толкая генералов и адмиралов. Мне посчастливилось прорваться на переднее место, потом меня оттеснили, потом я, кажется, сильно стукнув по голове ручкой от штатива американского адмирала, снова оказался в переднем ряду, одна мысль, одно чувство — снимать, снимать, чего бы это ни стоило, любой ценой, но только снимать!..
В общей сложности советскими кинооператорами было отснято около 30 000 метров киноплёнки. В распоряжение документалистов также поступило около 20 000 метров немецкой трофейной кинохроники.

## Съёмочная группа
- Режиссёр: Юлий Райзман (автор фильма и руководитель фронтовых съёмок)
- Операторы:

- Григорий Александров
- Александр Алексеев
- Евгений Алексеев
- Маматкул Арабов
- Илья Аронс
- Ансельм Богоров
- Константин Бровин
- Николай Быков
- Николай Вихирев
- Константин Венц
- Григорий Гибер
- Георгий Голубов
- Пётр Горбенко
- Борис Дементьев
- Леонид Дульцев
- Георгий Епифанов
- Давид Ибрагимов
- Роман Кармен
- Николай Киселёв
- Игорь Комаров
- Аркадий Левитан
- Вера Лезерсон
- Фёдор Леонтович
- Леон Мазрухо
- Евгений Мухин
- Григорий Островский
- Иван Панов
- Анатолий Погорелый
- Михаил Посельский
- Сергей Семёнов
- Георгий Сенотов
- Виталий Симхович
- Василий Соловьёв
- Авенир Софьин
- Семён Стояновский (нет в титрах)
- Владимир Томберг
- Владимир Фроленко
- Семён Шейнин
- Моисей Шнейдеров[2][9]

- Звукооператоры: Евгений Кашкевич, Виктор Котов, Кирилл Никитин
- Режиссёры киногруппы 1-го Белорусского фронта: Николай Шпиковский, Эдуард Волк, Александр Усольцев[9][2].
- Начальники фронтовых групп: Леон Сааков, Михаил Ошурков
- Композитор: Дмитрий Шостакович
- Монтаж: Елизавета Свилова, Ирина Сеткина, Татьяна Лихачёва
- Художник: Иван Нижник
- Автор текста: Николай Шпиковский
- Диктор: Леонид Хмара
- Главный консультант: генерал-майор С. П. Платонов[2]
- Музыкальное оформление: Арнольд Ройтман

## Критика
27 июня 1945 года газета «Правда» писала, что за время войны советские  кинодокументалисты выпустили целый ряд выдающихся документальных фильмов, а фильм «Берлин» является достойным итогом этой работы:
Нет нужды определять историческую ценность замечательного фильма, она ясна каждому. Но нельзя не отметить мастерскую творческую работу его создателей, режиссёра и операторов. Повествование о великих исторических событиях получило своё завершение в ясной композиции фильма, в остром красноречивом монтаже и в ярких кадрах важнейших исторических событий. Лаконичный, живой текст хорошо слушается в отличном чтении Л. Хмары.
По мнению И. Г. Большакова, картина представляет собой выдающееся произведение советского кино: «В нём сконцентрирован весь опыт, накопленный за годы войны нашей военной документальной кинематографией. Этот фильм встретил самую высокую оценку советской общественности». 
По мнению Н. М. Зоркой, историка советского и российского кино, картине «Берлин» подошёл бы подзаголовок «Сюита Победы», что «соответствует монтажу, музыке, ритму этого произведения, одновременно уникальному историческому свидетельству и подлинному шедевру кино». 

## Премии и награды
- 1945 — Сталинская премия первой степени (Ю. Райзман, Е. Свилова — режиссёры, Б. Дементьев, Л. Мазрухо, И. Панов, В. Томберг, С. Стояновский[Прим. 1] — операторы)[10].
- 1946 — Первая международная премия первого Международного Каннского кинофестиваля «За лучший полнометражный документальный фильм»[1][11].

## Комментарии
1. ↑  Погиб в апреле 1945 года. Награждён посмертно, в титрах фильма не указан[10].